# Mas Montellar
El Mas Montellar és una obra amb elements gòtics de Fontanilles (Baix Empordà) inclosa a l'Inventari del Patrimoni Arquitectònic de Catalunya.

## Descripció
Edifici situat als afores de Fontanilles en la part més alta d'un turó a la fi del poble.
Està formant estructuralment per tres crugies. construït amb pedra i morter de calç, i cobert amb teula àrab. La coberta és a dues aigües .Dues plantes.
Al davant hi ha actualment un grant cobert de fibrociment (uralita).